# 라벤나 총독부
라벤나 총독부는 584년부터 751년까지 이탈리아 일대를 지배한 동로마 제국의 총독부이다.
유스티니아누스 1세의 서방 영토 재정복 이후 아프리카 총독부와 함께 영토를 보다 효과적으로 관리하기 위해 설립된 두 개의 총독부 중 하나였다.
584년 마우리키우스에 의해 설립되었으며, 주도는 라벤나이다.

## 도입
라벤나는 402년 호노리우스 휘하의 서로마 제국의 수도가 되었다. 
이 도시는 476년 오도아케르의 수도가 될 때까지 제국의 수도로 남았고, 그 후 테오도리쿠스 대왕이 이끄는 동고트 왕국의 수도가 되었다.

## 라벤나 총독 목록
- 데키우스 (584–585)
- 스마라그두스 (585–589)
- 로마누스 (589–596)
- 칼리니쿠스 (596–603)
- 스마라그두스 (603–608)
- 요안네스 1세 (608–616)
- 엘레우테리우스 (616–619)
- 이삭 (625–643)
- 테오도르 1세 칼리오파스 (643–645)
- 플라토 (645–649)
- 올림피우스 (649–652)
- 테오도르 1세 칼리오파스 (653 – c. 666)
- 그레고리우스 (c. 666)
- 테오도르 2세 (678–687)
- 요안네스 2세 플라틴 (687–702)
- 테오필라투스 (702–710)
- 요안네스 3세 리조코푸스 (710–711)
- 스콜라스티쿠스 (713–723)
- 파울 (723–727)
- 유티키우스 (727–752)